# Alchemilla conjuncta
Espèce
Classification phylogénétique
Alchemilla conjucta est une plante vivace de la famille des Rosaceae, bien rustique.

## Caractéristiques

### Feuillage
Elle a un port étalé. Ses feuilles sont arrondies, longues de 3 à 5 cm.

Ses feuilles sont bleu-vert sur le dessus ; duvet argenté dessous.

### Floraison
De juin à septembre, cymes de très petites fleurs jaune verdâtre.

### Taille
Environ 40 cm de haut pour 30 cm de diamètre.